# Space Quest III: The Pirates of Pestulon
Space Quest III: The Pirates of Pestulon est un jeu d'aventure développé et publié par Sierra Entertainment le 24 mars 1989 sur PC, Macintosh, Amiga et Atari ST. C’est le troisième épisode de la série Space Quest qui se déroule dans un univers de science-fiction humoristique. Comme ses prédécesseurs, il a été conçu par Mark Crowe et Scott Murphy et est basé sur le moteur Adventure Game Interpreter, celui-ci bénéficiant d’une nouvelle interface permettant notamment de se déplacer à la souris. La musique du jeu a été composée par le batteur de Supertramp, Bob Siebenberg. C’est un des premiers jeux à supporter les cartes sons Sound Blaster. Trois suites ont ensuite été publiées par Sierra Entertainment.

## Accueil
| Space Quest III: The Pirates of Pestulon |      |       |
| Média                                    | Nat. | Notes |
| ACE                                      | GB   | 74 %  |
| Adventure Gamers                         | US   | 3,5/5 |
| CU Amiga                                 | GB   | 87 %  |
| Dragon Magazine                          | US   | 4/5   |
| Gen4                                     | FR   | 90 %  |
| Tilt                                     | FR   | 16/20 |
| Zzap!64                                  | GB   | 82%   |